# Красноречьев, Леонид Егорович
Леони́д Его́рович Красноре́чьев (25 октября 1932, дер. Малое Бурцево, Западная область — 4 мая 2013, Великий Новгород) — советский и российский архитектор-реставратор высшей категории; один из крупнейших знатоков каменного и деревянного зодчества Новгородской земли, создатель музея деревянного зодчества «Витославлицы» в Великом Новгороде.
Заслуженный работник культуры РСФСР. Почётный гражданин Великого Новгорода (1998). Лауреат двух Государственных премий Российской Федерации в области литературы и искусства (1996 и 2004).

## Биография
В 1950 году окончил Ленинградский архитектурный техникум, после чего приехал жить и работать в Новгород.
С 1950 по 1985 годы работал в Специальной научно-реставрационной производственной мастерской по г. Новгороду. Начав трудиться техником-архитектором, Красноречьев быстро стал ведущим архитектором реставрационной мастерской.
С 1985 по 1998 годы — ведущий научный сотрудник Новгородского государственного музея-заповедника.
В дальнейшем — ведущий научный сотрудник музея «Витославлицы».
Скончался 4 мая 2013 года. Похоронен на Западном кладбище Великого Новгорода.

## Творческие достижения
По проектам Л. Е. Красноречьева велась реставрация памятников архитектуры Великого Новгорода и Новгородской области, среди которых такие известные памятники XII—XVII веков, как:
- церковь Рождества Богородицы на острове Перынь,
- Покровская церковь и башня в Новгородском кремле,
- церкви Двенадцати апостолов, Воскресения и Иоанна Милостивого на Мячине, Спаса на Ковалёве, Рождества Богоматери на Молоткове,
- соборы Антониева и Клопского монастырей,
- Воскресенский собор в Старой Руссе,
- ансамбли Вяжищского монастыря под Новгородом и Иверского монастыря в Валдае и другие.

Занимаясь историческими изысканиями, раскопками, инженерными расчётами, графикой, провёл исследования и реставрацию на 70 архитектурных памятниках.

## Публикации
- Красноречьев Л. Е., Тынтарева Л. Я. «… Как мера и красота скажут»: Памятники древнего деревянного зодчества Новгородской области / Худож. Г. В. Ковенчук. — Л.: Лениздат, 1971. — 96 с. — 60 000 экз.
- Истомина Э. Г., Красноречьев Л. Е. Иверское чудо / Худож. И. М. Сенский. — Л.: Лениздат, 1982. — 48 с. — 50 000 экз.